# Roques Blanques (Queralbs)
Les Roques Blanques és una muntanya de 2.469 metres que es troba al municipi de Queralbs, a la comarca catalana del Ripollès.